# Wet Camp Village, Arizona
Wet Camp Village je naseljeno područje za statističke svrhe u američkoj saveznoj državi Arizona. Prema popisu stanovništva iz 2010. u njemu je živjelo 229 stanovnika.